# Hans Holt
Pour les articles homonymes, voir Holt.
Hans Holt (né Karl Johann Hödl le 22 novembre 1909 à Vienne et mort le 3 août 2001 à Baden) est un acteur autrichien.

## Biographie
Fils du maître verrier Karl Hödl, il fait ses débuts après son diplôme à l'académie de musique et des arts du spectacle de Vienne en 1930 au Volkstheater. Après dix ans, il part à Liberec puis à Berlin, Zurich et au Burgtheater. Mais il restera quarante ans au Theater in der Josefstadt.
Il fait ses débuts au cinéma en 1935 sous son vrai nom dans des productions étrangères. Il se fait connaître dans le rôle du séducteur bienveillant. Durant la Seconde Guerre mondiale et après, il joue dans des divertissements populaires comme les Heimatfilms, le plus souvent avec Paula Wessely, Attila Hörbiger, Paul Hörbiger ou Hans Moser. Avec Die Trapp-Familie, il montre qu'il peut être l'époux et le père de famille.
À côté des tournées théâtrales, il se tourne en 1973 vers la télévision. Dans les années 1980, il joue dans les séries Ich heirate eine Familie et Die liebe Familie (de). Avec Alfred Böhm (de), il tourne Der Leihopa (de).

## Filmographie
- 1936 : Katharina – die Letzte
- 1936 : Heut' ist der schönste Tag in meinem Leben
- 1936 : Konfetti (Confetti)
- 1936 : Hannerl und ihre Liebhaber
- 1936 : Lumpacivagabundus
- 1937 : Husaren, heraus!
- 1937 : Florentine
- 1938 : Sourires de Vienne
- 1938 : Konzert in Tirol
- 1938 : Diskretion – Ehrensache
- 1938 : Peter spielt mit dem Feuer
- 1939 : Menschen vom Varieté
- 1939 : Marguerite: 3
- 1939 : Das Ekel
- 1939 : Unsterblicher Walzer
- 1939 : La Peau de chagrin
- 1939 : Une mère (Mutterliebe)
- 1939 : Das jüngste Gericht
- 1940 : La Jeune fille au lilas
- 1940 : Le Maître de poste
- 1940 : L'Oiseleur (de)
- 1941 : Die siebente Junge
- 1941 : Entrez dans la danse
- 1942 : Brüderlein fein
- 1942 : Aimé des dieux (Wen die Götter lieben) de Karl Hartl
- 1943 : Fahrt ins Abenteuer
- 1943 : Die kluge Marianne
- 1943 : Schwarz auf Weiß
- 1944 : Schrammeln
- 1944 : Die goldene Fessel
- 1944 : Dir zuliebe
- 1945 : Liebesheirat
- 1945 : Geld ins Haus
- 1945 : Münchnerinnen
- 1946 : Der weite Weg
- 1947 : Singende Engel
- 1948 : Der Engel mit der Posaune
- 1948 : Rendezvous im Salzkammergut
- 1948 : Das Kuckucksei
- 1949 : Kleiner Schwindel am Wolfgangsee
- 1949 : Höllische Liebe
- 1949 : Hochzeit mit Erika
- 1950 : Glück muß man haben
- 1951 : Unsterbliche Geliebte
- 1951 : Frühling auf dem Eis
- 1951 : Königin einer Nacht
- 1951 : Das unmögliche Mädchen
- 1951 : Wenn die Abendglocken läuten
- 1952 : Meine Frau macht Dummheiten
- 1952 : Der Obersteiger
- 1953 : Lavendel
- 1953 : Heute Nacht passiert's
- 1953 : Kaiserwalzer
- 1953 : Der Feldherrnhügel
- 1953 : Auf der grünen Wiese
- 1953 : Ein tolles Früchtchen
- 1953 : Liebe und Trompetenblasen
- 1954 : Wenn ich einmal der Herrgott wär
- 1954 : Du bist die Richtige
- 1955 : Laß die Sonne wieder scheinen
- 1955 : Sonnenschein und Wolkenbruch
- 1955 : Oh – diese "lieben" Verwandten
- 1956 : Die Trapp-Familie
- 1957 : Le Chant du bonheur
- 1957 : Wien, du Stadt meiner Träume
- 1958 : Die Trapp-Familie in Amerika
- 1958 : Der veruntreute Himmel
- 1958 : Ich werde dich auf Händen tragen
- 1958 : Rendezvous in Wien
- 1959 : Hier bin ich – hier bleib ich
- 1960 : Glocken läuten überall
- 1962 : Deutschland – deine Sternchen (de)
- 1962 : Presque des anges
- 1963 : Ferien vom Ich
- 1971 : Arsène Lupin saison 1, épisode 11
- 1974 : Der gestohlene Himmel
- 1978 : Götz von Berlichingen mit der eisernen Hand
- 1980 : Der Bockerer

Téléfilms
- 1961 : Kaiser Josef und die Bahnwärterstochter (sortie au cinéma en 1963)
- 1990 : Der Bierkönig

Séries télévisées
- 1968-69 : Lied aus Wien
- 1971 : G'schichten aus Wien
- 1973 : Die Schöngrubers
- 1983-1986 : Ich heirate eine Familie
- 1985-1989 : Der Leihopa
- 1989-1990 : Oh – Mathilde